# Droba
 Droba, (angleško Greywacke, nemško grauwacke, kar pomeni sivo, zemeljsko kamnino) je vrsta muljastega peščenjaka, za katerega so na splošno značilni trdota, temna barva in slabo razvrščena oglata zrna kremena, glinenca in majhnih drobcev kamnin ali kamenih drobcev v velikosti peska, ki so nameščeni v kompaktno, glineno fino matrico. To je teksturno nezrela sedimentna kamnina, ki jo običajno najdemo v paleozojskih plasteh. Večja zrna so lahko velikosti peska do gramoza, matrični materiali pa običajno predstavljajo več kot 15 % volumna kamnine.

## Nastanek
Izvor droba je bil neznan, dokler niso razumeli motnih tokov in turbiditov, saj v skladu z običajnimi zakoni sedimentacije prod, pesek in blato ne bi smeli biti položeni skupaj. Geologi zdaj pripisujejo njegov nastanek podmorskim plazovom ali močnim motnim tokovom. Ta dejanja mešajo usedline in povzročajo mešane usedline, v katerih lahko nastale usedline kažejo različne sedimentne značilnosti. Teorijo o izvoru motnosti podpira dejstvo, da so usedline droba na robovih epikontinentalnih pasov, na dnu oceanskih jarkov in na vznožju gorskih formacijskih območij. Pojavljajo se tudi v povezavi s črnimi skrilavci globokomorskega izvora.
Droba praviloma ne vsebujejo fosilov, vendar so lahko organski ostanki pogosti v finejših slojih, povezanih z njimi. Delci njihovih sestavnih delov običajno niso zelo zaobljeni ali polirani, kamnine pa so pogosto precej otrdele zaradi rekristalizacije, kot je vnos intersticijskega silicijevega dioksida. V nekaterih revirjih je droba razcepljena, vendar kaže tovrstne pojave veliko manj popolno kot skrilavci.
Čeprav je skupina tako raznolika, da jo je težko mineraloško opredeliti, ima dobro uveljavljeno mesto v petrografskih klasifikacijah, ker so te posebne kompozitne ploščaste usedline zelo pogoste med silurskimi in kambrijskimi kamninami in manj pogoste v mezozojskih ali kenozojskih plasteh. Njegova bistvena značilnosti sta trd značaj in kompleksna sestava. S povečano metamorfozo droba pogosto prehaja v sljudne skrilavce, kloritne skrilavce in sedimentne gnajse.

### Vrste
Izraz greywacke - droba - je lahko zmeden, saj se lahko nanaša bodisi na nedozorel (odlomek kamnine) vidik kamnine bodisi na njeno drobnozrnato (glineno) komponento.
Droba je večinoma sive, rjave, rumene ali črna peščena kamnina motne barve, ki se lahko pojavi v debelih ali tankih slojih skupaj s skrilavci in apnenci. Nekatere sorte vključujejo feldspatino drobo, bogato z glinencem in litičnno drobo, bogato z drugimi drobnimi drobci kamnin. Vsebujejo lahko zelo veliko različnih mineralov, med katerimi so glavni kremen, ortoklaz in plagioklaz glinenci, kalcit, železovi oksidi in grafitne, ogljikove snovi, skupaj z (v bolj grobih vrstah) drobci kamnin, kot so felzit, roženec, skrilavec, gnajs, različni skrilavci in kvarcit. Med drugimi minerali, ki jih najdemo v njih, so biotit, klorit, turmalin, epidot, apatit, granat, roženec, avgit, sfen in pirit. Vezivni material je lahko kremenčev ali glinast in včasih apnenčast.

## V geologiji in geografiji
Nahajališče droba je bogato v Walesu, na jugu Škotske, v masivu Longford-Down na Irskem in v narodnem parku Lake District v Angliji; sestavljajo večino glavnih Južnih Alp, ki sestavljajo hrbtenico Nove Zelandije. V skupini Ecca v Južni Afriki sta bila prepoznana feldspatski in litični droba. Drobo najdemo tudi v delih vzhodne puščave vzhodno od Nila.
kamnina je bila zgodnji predmet geološkega preučevanja v Veliki Britaniji, kjer je bilo leta 1807 ustanovljeno Geološko društvo, in je vzbudila veliko zanimanja javnosti za geologijo. Droba je bila zanimiva, ker so jo našli na mnogih mestih v Veliki Britaniji in je bil njen pojav na določenih mestih dokaz vzorca geoloških plasti.

## Uporaba
Kamen droba je bil uporabljen kot gradbeni material in kiparski material v mnogih obdobjih in družbah. Njegova najstarejša znana uporaba sega v zgodnje 3. tisočletje pred našim štetjem, v zgodnje dinastično obdobje Egipta. Njegova široka uporaba v kiparstvu in posodah naj bi bila posledica njegove drobne velikosti zrn in odpornosti proti zlomom, zaradi česar je primeren za fine podrobnosti in zapletene oblike.
Poleg strukturne uporabe je kamen droba (ali kalupi, vzeti iz njega) dragocen za ljubitelje tradicionalne filmske miniaturne fotografije, saj zaradi svoje nenavadno mešane narave ostane naraven pri upodabljanju širokega razpona razmerij miniatur, od 1:1 do 1:600.

## Galerija
- Kamen droba
- Primer pečin iz droba, Mangaweka, Nthrn.Manawatu, Nova Zelandija
- Stena droba pri jezu Möhne Reservoir, Nemčija